# Mäntyjärvi (sjö i Kaavi, Norra Savolax)
Mäntyjärvi är en sjö i kommunen Kaavi i landskapet Norra Savolax i Finland. Sjön ligger 119,3 meter över havet. Den är 14,38 meter djup. Arean är 52 hektar och strandlinjen är 6,88 kilometer lång. Sjön  ingår i Vuoksens huvudavrinningsområde.   Den ligger omkring 55 kilometer öster om Kuopio och omkring 380 kilometer nordöst om Helsingfors. 